# Sae Miyazawa
Sae Miyazawa (宮澤 佐江 Miyazawa Sae?,  Tokio, Japón, 13 de agosto de 1990) es una Idol, cantante y actriz japonesa. Es conocida por haber sido miembro del grupo femenino AKB48 y sus diversos subgrupos. Entre 2006 y 2016, Miyazawa formó parte de la promoción de sencillos de 33 AKB48 y SKE48.

## Filmografía

### Películas
| Año  | Título                      | Papel                          | Ref.  |
| ---- | --------------------------- | ------------------------------ | ----- |
| 2007 | Densen Uta                  | C-chan                         | [ 5 ] |
| 2009 | Three-day Boys              | Hermana menor del protagonista | [ 6 ] |
| 2011 | Kōkō Debut                  | Mami Takahashi                 | [ 7 ] |
| 2012 | Ultraman Saga               | Sawa                           | [ 8 ] |
| 2016 | 9tsu no Mado / Kaiso Densha | Pasajera                       | [ 9 ] |

### Revistas
- Samurai ELO [10]

### Photobooks
- Kanojo (Kodansha) ISBN 9784062156967[11]
- Namida no Yukue (Wani Books) ISBN 9784847046889[12]